# Enrique de la Tour d'Auvergne
Enrique de La Tour d’Auvergne, vizconde de Turenne, duque de Bouillon, (Castillo de Joze en Auvernia, 28 de septiembre de 1555 - 25 de marzo de Sedán en 1623).

## Primeros años de vida
Su familia era descendiente de los antiguos duques de Aquitania. Era hijo de François III, vizconde de Turenne y de Eléonore, hija mayor del condestable Anne de Montmorency. Su madre murió en 1556 y su padre murió al año siguiente durante la Batalla de San Quintín, su abuelo también fue hecho prisionero durante la misma batalla.
Huérfano a los dos años, el rey Enrique II de Francia que era su padrino, nombró un procurador para que se ocupara de sus bienes. A los diez años fue enviado a la Corte quedando a cargo de Francisco de Alençon.  

### Matrimonios e hijos
Con el apoyo de Enrique IV, se casó con Carlota de la Marck en 1591, única heredera del ducado de Bouillon y del principado de Sedan. Con ella, tuvo:
- Un niño (nacido y muerto el 8 de mayo de 1594).

Después de la muerte de su esposa en 1594, se volvió a casar en segundas nupcias con Isabel de Nassau-Orange, una hija de Guillermo el Taciturno y su tercera esposa, Carlota de Borbón. Con la que tuvo ocho hijos, cinco hijas y tres varones:
- Luisa (agosto de 1596-noviembre de 1607), murió en la infancia.
- María (1599-24 de mayo de 1665), casada con Enrique de La Trémoille, duque de Thouars, príncipe de Talmont, con descendencia.
- Hijo sin nombre (abril de 1603).
- Juliana Catalina (8 de octubre de 1604-6 de octubre de 1637), se casó con Francisco de La Rochefoucauld, conde de Roucy, barón de Pierrepont, con descendencia.
- Federico Mauricio (22 de octubre de 1605-9 de agosto de 1652), se casó con Leonor Catalina de Bergh, con descendencia.
- Isabel (1606-1 de diciembre de 1685), se casó con Guy Aldonce de Durfort, y fue la madre de Guy Aldonce de Durfort de Lorges.
- Enriqueta Catalina (m. 1677), se casó con Amaury Gouyon, marqués de La Moussaye, conde de Quintin, con descendencia.
- Enrique, conocido como el vizconde de Turenne (11 de septiembre de 1611-27 de julio de 1675) casado Carlota de Caumont, hija de Armando Nompar de Caumont; Armando Nompar era el tío del intrigante duque de Lauzun.

También fue padre de un hijo con su amante Adèle Corret:
- Enrique Corret.

## Vida pública
En 1573 participó en el fracasado asedio de La Rochelle, convirtiéndose después al calvinismo.
Hacia 1576 fue nombrado lugarteniente general del Alto Languedoc. En 1581, después de haber acompañado a Francisco de Alençon, duque de Anjou, a los Países Bajos, se convirtió en caballero de Enrique de Navarra y destacó en su búsqueda de ayuda contra la Santa Liga en 1590.
Llegó a ser Mariscal de Francia en 1592, permaneció al lado de Enrique IV después de su abjuración, lo que le permitió heredar los bienes de su esposa al fallecer ésta. Sirvió en las campañas militares hasta la pacificación de 1597-1598. Aliado de los Grandes insatisfechos, participó en la fracasada conspiración de Charles de Gontaut-Biron de 1602 y sus tierras le fueron confiscadas. En 1606 imploró el perdón y le fueron devueltos sus bienes.

## Últimos años de vida
Tras la muerte de Enrique IV, intrigó contra el Duque de Sully, después se alió con los príncipes descontentos con la regente, pero rechazó el nombramiento de generalísimo de los calvinistas después de la asamblea de La Rochelle de 1621, inicio de las Rebeliones de los hugonotes.
Murió en 1623 dejando una imagen de príncipe turbulento e infiel a Enrique IV a quien debía tanto la carrera como la fortuna. Fundó en Sedan una universidad protestante que se hizo famosa, y dejó escritas sus Memorias, París 1666.